# 运笔学
运笔学是一門研究人們书写运動、書寫過程與生理、心理狀態之間關係的学科。运笔学的英文Graphonomics在1982年7月荷兰奈梅亨拉德伯德大学舉辦的一場國際会议上被首次提及。